# Castello di Portchester
Il castello di Portchester è un castello medievale tutelato come monumento classificato di grado I situato a est di Fareham, nella contea dell'Hampshire, sulla sponda nord del porto di Portsmouth. Fu costruito a partire dall'XI secolo su di un forte romano (in latino Portus Adurni). Era un castello baronale passato poi sotto il controllo reale nel 1154. I sovrani inglesi possedettero il castello per diversi secoli e fu la residenza di caccia preferita di re Giovanni Senzaterra. Il castello fu assediato e conquistato dai francesi nel 1216 prima di ritornare definitivamente sotto il controllo inglese.